# Carl Ploug

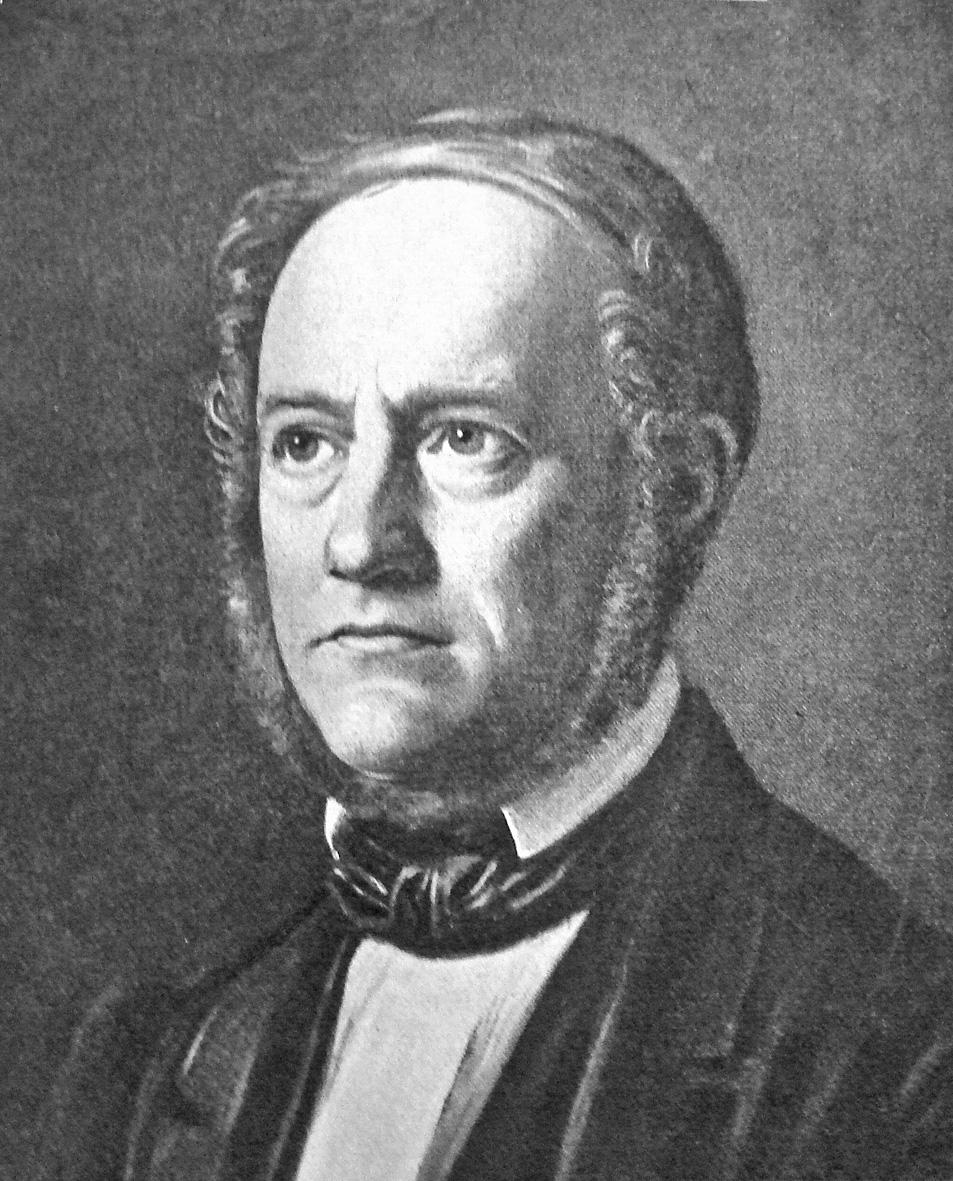
Carl Ploug

Carl Parmo Ploug (* 29. Oktober 1813 in Kolding; † 27. Oktober 1894) war ein dänischer Lyriker, Journalist und Politiker.

## Jugend und Studium
Er war Sohn des Hilfslehrers und späteren Oberlehrers an der Lateinschule Christian Frederik Ploug und dessen Frau Caroline Parmone Petersen. Er heiratete am 6. Juni 1854 Elisabeth Frederikke Michelsen, die Tochter des Katecheten und späteren Propstes Marcus Michelsen und seiner Frau Frederikke Vilhelmine Faber, Stieftochter des Kaufmanns und Politikers Alfred Anton Hage.
Er besuchte die Lateinschule von Kolding und ging 1829 zur Universität in Kopenhagen. Er studierte Klassische Philologie. Er bekam 1833 einen Freiplatz in Regensen. Die dortigen Studenten waren von Hegelianismus, Freiheitsideen und der Julirevolution von 1830 erfasst, und Ploug begann diesen Ideen dichterischen Ausdruck zu verleihen. Er hatte unter den Studenten von Regensen ein aufmerksames Publikum und wurde Leiter von „Regensens Læseforening“. Aber der Freiplatz endete 1836, bevor er sein Studium beendet hatte. Die folgenden Jahre wurden hart. Der Vater starb 1837. Er musste seinen Lebensunterhalt als Repetitor verdienen und auch Geld nach Hause schicken. Er wechselte das Studienfach und studierte nun Geschichte. Im April 1839 gründete er mit einigen Gleichgesinnten „Den akademiske Læseforening“ (Academicum).

## Journalismus
Nach dem Tode Friedrichs VI. im Dezember 1839 arbeitete er an der Zeitung Fædrelandet mit. Die Zeitungsarbeit wurde sein Lebensberuf. Die Entwicklung des „Academicums“ aufgrund der Ablehnung der feineren „Studenterforening“ verschaffte ihm eine Meinungsführerschaft unter den Studenten, und seine Arbeit im Fædrelandet, dessen Redakteur er 1841 wurde, verband ihn mit der Opposition. Seine Ideale waren die politische Freiheit, das Nationale in Dänemark und Skandinaviens Einheit. Darauf zielten auch seine Gedichte ab. 1843 war er auf dem Studententreffen in Uppsala der Wortführer der dänischen Studenten. Auf der Reise dorthin hielt er in Kalmar eine Rede für einen Verbund der drei nordischen Reiche, die ihm eine Anklage einbrachte, von der er jedoch freigesprochen wurde. In Uppsala hielt er dann eine Gedenkrede über Gustav Vasa. Bei dem Studententreffen 1845 in Kopenhagen trat er wieder für den Skandinavismus ein. Auf dieser Versammlung wurden auch „Academicum“ und „Studenterforening“ verschmolzen und Ploug wurde der Vorsitzende. In Fædrelandet schrieb er Artikel, in denen er die bessere Sicherung der bürgerlichen Freiheiten, die Ablösung der ratgebenden Stände durch eine konstitutionelle Verfassung vertrat und über das Verhältnis der Landesteile zueinander, die Wahrung der dänischen Kultur in Sønderjylland (Schleswig) gegenüber einer verwahrlosten Regierung und dem Angriff des Schleswig-Holsteinismus und schließlich den Skandinavismus schrieb. Das brachte ihn in Konflikt mit dem damaligen Pressegesetz. Mehrere Male wurde er verurteilt. Seine durchaus geschliffene Prosa war oft verletzend und machte ihm viele Feinde, was schließlich zum Ende seiner Zeitung Fædrelandet führte. Er nahm an den Studententreffen 1851, 1856 und 1862 teil, wo der Skandinavismus besonders stark vertreten war. Das Studententreffen 1862 in Kopenhagen war der Höhepunkt seiner Popularität bei den Studenten, als man ein Verteidigungsbündnis der nordischen Länder erwartete. In dieser Zeit war er auch als Dichter vaterländischer Gedichte produktiv. Später spalteten sich die Studenten in Plougs Anhänger und dessen Gegner.
Neben seiner Zeitungsprosa entwickelten sich seine lyrischen Fähigkeiten. 1847 erschien seine Gedichtsammlung Poul Rytters Viser og Vers.

## Politische Laufbahn
Er wurde Mitglied der gesetzgebenden Versammlung. In der Kasino-Versammlung vom 20. März 1848 stellte er für seine Partei die Forderung für eine freie konstitutionelle Verfassung auf. Als das Märzministerium unter der Leitung von Graf Adam Wilhelm Moltke eingesetzt wurde, in das Plougs nächste politischen Freunde einzogen, die das auf der Kasino-Versammlung beschlossene Programm verfolgten, konnte Fædrelandet kein oppositionelles Blatt mehr sein. Aber ein Sprachrohr der Regierung wollte Ploug auch nicht bereitstellen. Er wollte demonstrativ seine Unabhängigkeit bewahren, schlug daher einen angebotenen Lehrstuhl aus und lehnte auch das Angebot der Regierung Carl Christian Hall ab, die Berlinske Tidende zu leiten. Er nahm aber an der gesetzgebende Versammlung teil und beteiligte sich an der Ausarbeitung einer neuen Verfassung. Von 1854 bis 1857 war er Mitglied des Folketings.
1859 wurde er Landstings-Delegierter für Fünen. Politisch gehörte er zum linken Flügel der Nationalliberalen und hatte Sympathien für die Grundtvigianer. Aber seinen größten Einfluss übte er über seine Zeitung Fædrelandet aus. Dabei befasste er sich besonders mit der Schleswig-Frage. Er bekämpfte entschieden das Gesamtstaatsprogramm der Ministerien von Christian Albrecht Bluhme und Anders Sandøe Ørsted. Das führte zu einem Verbot von Fædrelandet (und dabei auch Dagbladet) in Schleswig. Als nach dem Fall Ørsteds die neue Regierung am Gesamtstaatsprogramm festhielt, beugte er sich dem Druck und stimmte schließlich am 2. Oktober 1855 für die Gesamtstaatsverfassung. Ploug und der ältere Teil seiner Partei war für das Eiderprogramm, während die Jüngeren das Gesamtstaatsprogramm bevorzugten. 1864 wurden alle Bestrebungen durch den Verlust Schleswigs zunichte.

## Die Zeit nach 1864
Nach dem Friedensschluss mit dem Verlust der Herzogtümer begann eine Verfassungsrevision. In dieser Zeit bis 1866 kämpfte Ploug für eine national-liberale Verfassung und gegen das Ministerium Bluhme und gegen „Augustforeningen“ Nach der Verabschiedung der neuen Verfassung 1866 wurde er Mitglied des Landsting und wurde Vorsitzender der „Mellemparti“ (Zentrumspartei), die aus National-Liberalen und anderen eher der „Højre“ nahestehenden Personen bestand. „Højre“ stellte lange Zeit die Regierung. Er hielt besondere Rolle der Grundbesitzer in der Politik für wichtig und bekämpfte die „Venstre“. Die Højre-Sympathisanten brachte er mit der „Højre“ zusammen, wurde schließlich Mitglied der „Højre“ und zeitweilig ihr Vorsitzender. So wurde er ab 1884 auch stellvertretender Präsident des Landstings. 1890 verzichtete er aus Altersgründen auf die Wiederwahl.
Seine politische Agitation gegen die Venstre machte ihm viele Feinde ein, so auch Bjørnstjerne Bjørnson mit seinem 1872 erschienenen Artikel „Idé og Virkelighed“. Es kam zu mannigfachen Pressefehden, die zum Rückgang der Abonnemente für Fædrelandet führten, so dass er sich 1881 genötigt sah, die Redaktion aufzugeben.

## Ehrungen
1877 erhielt Ploug von der Universität Lund den Ehrendoktortitel in Philosophie.
1888 erhielt er von Christian IX. das Kommandeurskreuz des Dannebrog-Ordens. Die dänischen Akademiker gründeten nach seinem Tod eine Stiftung unter seinem Namen und stellten zwei Jahre später eine Büste vor dem Gebäude des Studentenverbandes auf.

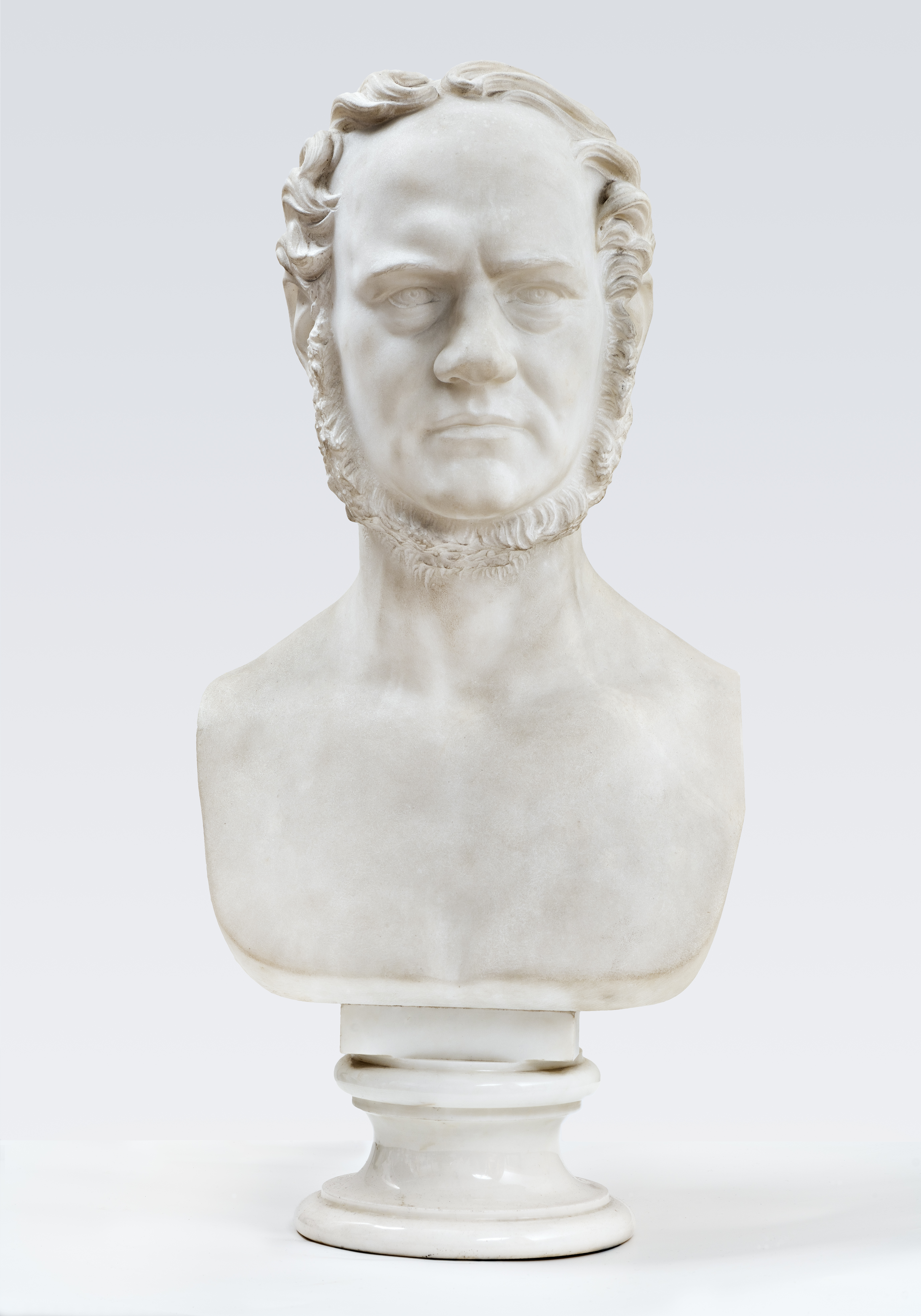
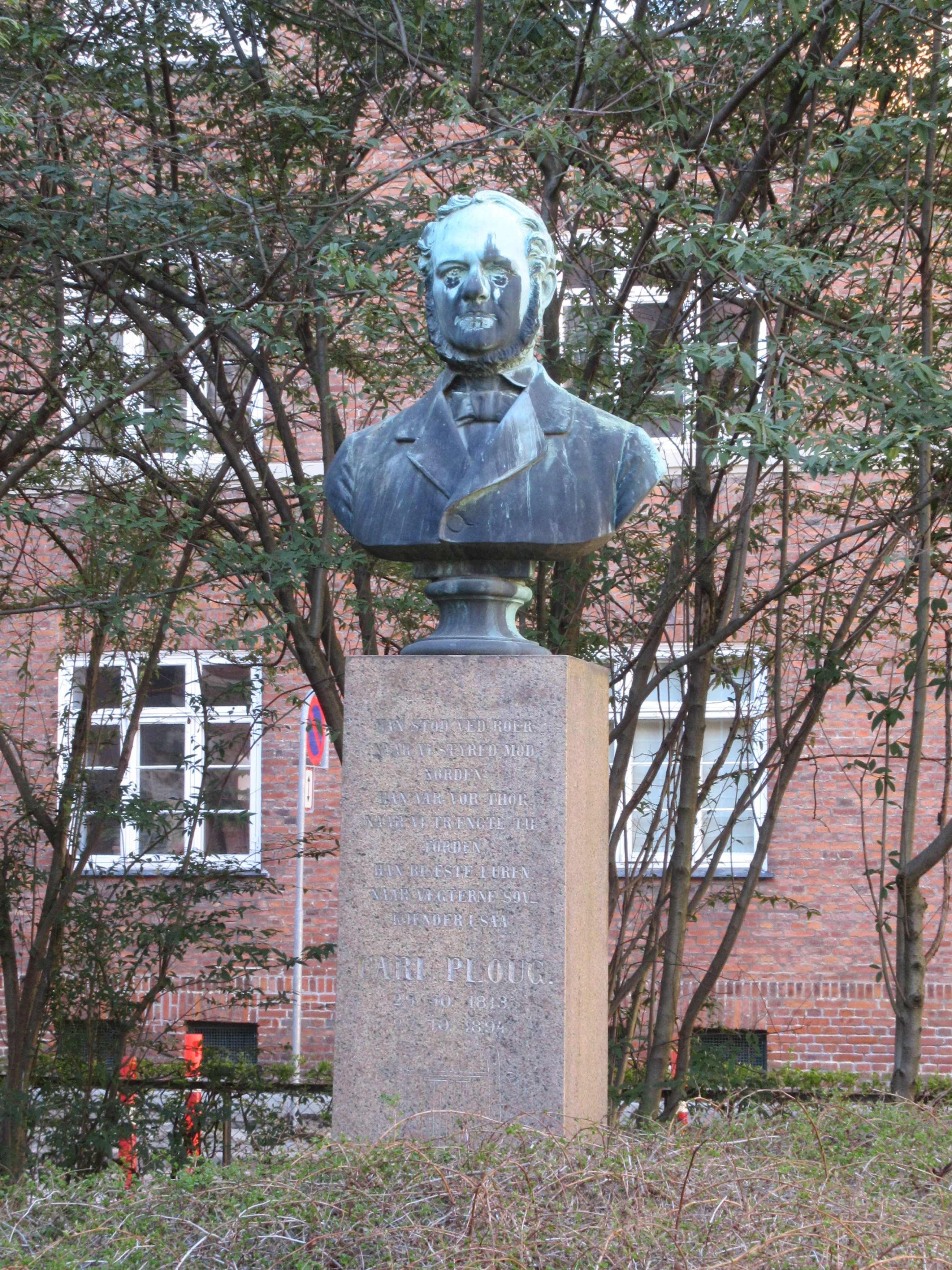
Danas Plads
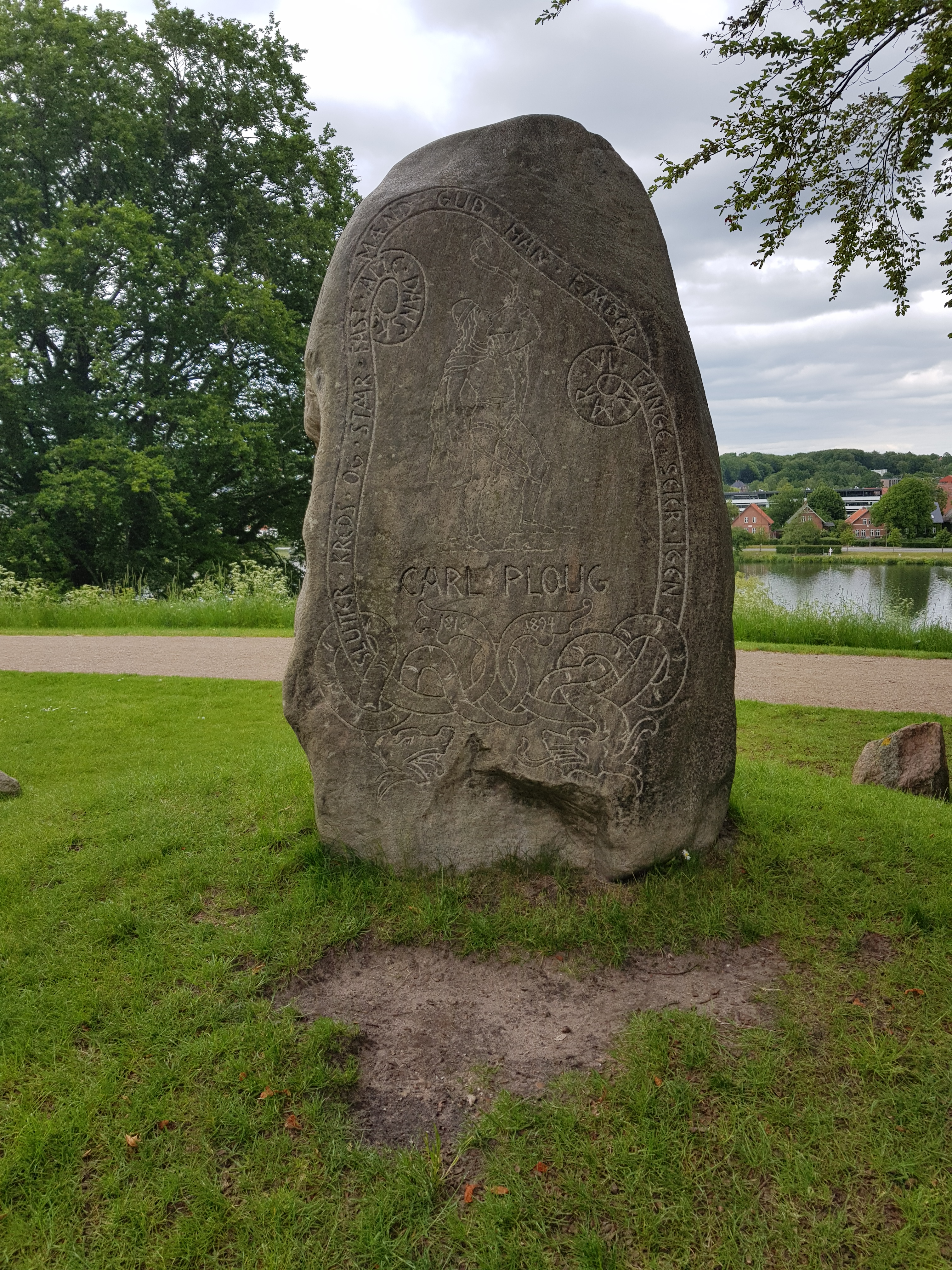
Koldinghus